# Isomyia achaeta
Isomyia achaeta är en tvåvingeart som beskrevs av James 1966. Isomyia achaeta ingår i släktet Isomyia och familjen Rhiniidae. Inga underarter finns listade i Catalogue of Life.